# 瑞泰寺
瑞泰寺（ずいたいじ）は、東京都文京区にある浄土宗の寺院。

## 歴史
1589年（天正17年）、光蓮社勝誉上人桂芳和尚によって開山された。開山の光蓮社勝誉上人桂芳和尚にちなみ「桂芳院」と呼ばれていた。桂芳は130歳以上も生きたと伝えられている。
その後、丹後田辺藩藩主京極高三が父高知の菩提を弔うため、当寺を菩提寺に定め、本堂等を整備した。その際に「桂芳山護念院瑞泰寺」に改称している。
元々は神田明神（現神田神社）下に位置していたが、1648年（慶安元年）に現在地に移転した。
かつては東都六地蔵第1番の地蔵菩薩像が安置されていたが、1945年（昭和20年）の空襲で焼失し、現存していない。

## 交通アクセス
- 本駒込駅より徒歩1分。